# A Night in Old Mexico
Pour plus de détails, voir Fiche technique et Distribution.
A Night in Old Mexico (espagnol : Una noche en el Viejo México) est un film d'aventure américano-espagnol réalisé par Emilio Aragón et sorti en 2013.

## Synopsis
Red, un homme âgé, a du vendre le ranch familial. Il part en road trip avec ton petit-fils Gally, mais les deux sont pris pour cibles par des trafiquants de drogue.

## Fiche technique
- Titre original anglais : A Night in Old Mexico
- Titre espagnol : Una noche en el Viejo México
- Réalisation : Emilio Aragón
- Scénario : William D. Wittliff
- Musique : Emilio Aragón
- Photographie : David Omedes
- Montage : José Salcedo
- Production : Emilio Aragón, Virginia Campos, Rob Carliner, Robert Duvall, J. Ethan Park, Sunmin Park, César Vargas et William D. Wittliff
- Société de production : Quentin Quayle Pictures, Telefonica Studios, Maxmedia, Flywheel & Shyster, Televisión Española et Viva Texas
- Société de distribution : Phase 4 Films (États-Unis)
- Pays :  Espagne et  États-Unis
- Genre : Aventure, drame et western
- Durée : 103 minutes
- Dates de sortie : 
  -  Espagne : 8 novembre 2013 (diffusion lors des prix Goya)
  -  États-Unis : 16 mai 2014 (New York)

## Distribution
- Robert Duvall : Red
- Jeremy Irvine : Gally
- Angie Cepeda : Patty Wafers
- Luis Tosar : Panamá
- Joaquín Cosio : Cholo
- Javier Gutiérrez Álvarez : Booster
- Jim Parrack : Moon
- James Landry Hébert : J. T.
- Michael Ray Escamilla : Hector
- Abraham Benrubi : Big Roscoe Hammil
- C. K. McFarland : Inez Claypeck
- Renée Victor : Josefina Nelly
- Sonny Carl Davis : Augie le perturbateur

## Accueil
Le film a reçu un accueil mitigé de la critique. Il obtient un score moyen de 45 % sur Metacritic.